# Parque nacional Taroko
El Parque nacional Taroko (en chino: 太魯閣國家公園) es uno de los nueve parques nacionales en la isla de Taiwán. Fue nombrado así por la garganta Taroko, un desfiladero que constituye un hito del parque. El espacio protegido se extiende por el municipio de Taichung, distrito de Nantou , y el condado de Hualien.
El parque fue establecido originalmente como el Parque nacional Tsugitaka - Taroko (次高タロコ国立公園 Tsugitaka Taroko Kokuritsu Kōen ) por el Gobernador General de Taiwán el 12 de diciembre de 1937, cuando Taiwán era parte del Imperio del Japón. Después de la derrota y expulsión de los japoneses en la Segunda Guerra Mundial, el gobierno de la República de China asumió el control de Taiwán. Este decidió posteriormente abolir el parque el 15 de agosto de 1945. No fue hasta el 28 de noviembre de 1986 que el parque se restableció.